# Le Montat
Le Montat település Franciaországban, Lot megyében. Lakosainak száma 1102 fő (2022. január 1.). Le Montat Cahors, Cieurac, Flaujac-Poujols, Fontanes, Labastide-Marnhac és Pern-Lhospitalet községekkel határos.

## Népesség
A település népességének változása:
| Lakosok száma | 236  | 459  | 685  | 963  | 1019 | 1044 | 1036 | 1062 | 1069 | 1102 |
|               | 1968 | 1982 | 1990 | 2006 | 2013 | 2015 | 2017 | 2019 | 2020 | 2022 |